# Dôme des Nants
De Dôme des Nants is een 3570 meter hoge berg in het Franse departement Savoie. De berg behoort tot de Vanoise, deel van de Grajische Alpen. De Dôme de l'Arpont bestaat slechts uit een zachte verhoging van het omliggende uitgestrekte gletsjerplateau van de Glaciers de la Vanoise. Naar het noorden toe daalt het plateau zeer geleidelijk naar een col bij de Dôme des Sonailles (3355 m, 2 km verder). Ten oosten van de Dôme des Nants ligt de Dôme de Chasseforêt. Naar het zuiden toe versmalt de top het gletsjerplateau naar de Dôme de l'Arpont.